# 岳欣
岳欣，中华人民共和国政治人物、外交官。1965年，担任中华人民共和国驻芬兰大使。1974年，接替魏宝善担任中华人民共和国驻多哥大使。1980年，由靳民生接任。